# Такова спортивная жизнь
«Такова спортивная жизнь» (англ. This Sporting Life) — первый полнометражный художественный фильм британского режиссёра Линдсея Андерсона, вышедший на экраны в 1963 году. Спортивная драма по одноимённому роману Дэвида Стори.

## Сюжет
Фрэнк Мэчин надеется стать профессиональным регбистом. Вокруг него увивается огромное количество женщин, Фрэнк же жаждет любви своей домовладелицы миссис Хэммонд, ожесточившейся бесстрастной вдовы, которая в конце концов вступает с ним в физическую сексуальную связь, но и только. Пока Фрэнк остаётся любимцем и звездой своего клуба, менеджеров и болельщиков, пока он прекрасно играет на поле, все терпят его упрямый, мятежный характер. Миссис Хэммонд надоедает грубость Фрэнка, происходит ссора, он вынужден сменить квартиру. Осознав, насколько необходима была для него эта любовь, Фрэнк пытается помириться, но происходит трагедия. И Фрэнк остаётся один на один с жестоким и полным насилия миром регби…

## В ролях
- Ричард Харрис — Фрэнк Мэчин
- Рейчел Робертс — Маргарет Хэммонд
- Колин Блэйкли — Морис Брейтуэйт
- Энн Каннингем — Джудит, жена Мориса
- Уильям Хартнелл — «Папа» Джонсон
- Алан Бэдел — Джеральд Уивер
- Ванда Годселл — Энн Уивер
- Джек Уотсон — Лен Миллер
- Артур Лоу — Чарльз Сломер
- Хэрри Маркэм — Уэйд

## Награды и номинации
- 1963 — Приз Каннского фестиваля за лучшую мужскую роль (Ричард Харрис).
- 1963 — попадание в десятку лучших фильмов года по версии Национального совета кинокритиков США.
- 1964 — Премия BAFTA за лучшую женскую роль (Рейчел Робертс), а также четыре номинации: лучший фильм, лучший британский фильм, лучший британский актёр (Ричард Харрис), лучший британский сценарий (Дэвид Стори).
- 1964 — две номинации на премию «Оскар»: лучшая мужская роль (Ричард Харрис) и лучшая женская роль (Рейчел Робертс).
- 1964 — две номинации на премию Золотой глобус: лучшая женская роль — драма (Рейчел Робертс), премия имени Сэмюэла Голдвина.

## Интересные факты
- Генерал ВДВ Василий Маргелов, посмотрев фильм, распорядился внедрить регби в общефизическую подготовку десантников.